# Castillo de Sully-sur-Loire
El castillo de Sully-sur-Loire(en francés: Château de Sully-sur-Loire) es un château francés situado en el borde del Loira, en la comuna de Sully-sur-Loire, departamento de Loiret de la Región central de Francia.
El castillo fue clasificado como Monumento Histórico en 1928 y está abierto al público desde 1933. Actualmente forma parte del conjunto de castillos del Loira que fueron declarados Patrimonio de la Humanidad por la Unesco, como «Valle del Loira entre Sully-sur-Loire y Chalonnes», en 2000.

## Geografía
El castillo está situado en el centro de Sully-sur-Loire, en la ribera izquierda del río Loira, cerca de la puente en la esquina de la ruta la Salle verte, avenida de Béthune y del camino del foso. El agua que rodea el estanque proviene de Marcon. Se puede acceder al castillo a través de las líneas 3, 7 y 12 de la red de transporte Ulys.

## Historia
El castillo fue mencionado por primera vez en 1102; controlaba un puente sobre el Loira que desapareció en el siglo XIV. Ha pertenecido durante siglos a tres familias: los primeros señores de Sully, la familia de la Trémouille y la familia de Béthune.
En 1218 Felipe II de Francia construyó una gran torre. Luego, en 1396 Guy de La Trémouille inició la construcción del actual castillo, cuyos planos fueron diseñados por Raymond du Temple (arquitecto del rey y del duque de Orleans). En 1524 un edificio se sumó al sureste del edificio.
Fue comprado en 1602 por Maximilien de Béthune, el gran Sully, primer duque con ese nombre. Entre 1602 y 1607 transformó el castillo para su propio uso, edificando también un parque. En marzo de 1652, el joven Luis XIV de Francia se refugió en el castillo durante la Fronda de los príncipes.
En 1715 el castillo albergó a Voltaire, tras huir de París. A mediados del siglo XVIII, un edificio fue construido al norte de la entrada principal.
El castillo sufrió un incendio en 1918 y durante la Segunda Guerra Mundial sufrió dos bombardeos, en junio de 1940 y en agosto de 1944. Permaneció en la familia del 1.er duque de Sully hasta que en 1962, el Consejo General de Loiret lo adquirió y restauró.

## Descripción
Esta edificación se encuentra en la confluencia de los ríos Loira y Sange, y está rodeada por un foso que aún mantiene dos partes bien diferenciadas: la torre y un pequeño castillo.
El torreón, edificio de planta rectangular flanqueado por cuatro torres circulares y con una puerta y dos torres al sur, corresponde a la campaña de Guy Trémoille; el interior fue totalmente reformado por Maximilien de Béthune. En el primer piso se encuentra una gran sala con puertas de madera del siglo XVII, una pintura del Castillo de Rosny-sur-Seine en la repisa de la chimenea, y una puerta de hierro que da acceso al «gabinete» de Sully. Enmarcado bajo el techo se encuentra una notable obra del siglo XIV en la bóveda de cañón.
El pequeño castillo se cierra al sur de la mazmorra e incluye un edificio y dos torres; la del sureste fue construida a mediados del siglo XV sobre una torre más antigua, mientras que la otra, llamada «torre de Béthune», más base y terrazas, es una torre de cañón construida en 1605. La casa, construida en la primera mitad del siglo XV, fue a partir del siglo XVI la residencia habitual de los señores de Sully. Los interiores fueron reformados (decoración y muebles) a finales del siglo XIX. El cuerpo que se une al pequeño castillo con la mazmorra fue añadido en el siglo XVIII, y reconstruida tras un incendio en 1918.
El patio trasero, al este, actualmente sin edificaciones, contenía anteriormente un calabozo construido por Felipe II de Francia poco antes de 1219, con ocasión de la confiscación de la señoría y la colegiata Saint-Ythier, transferidos por M. de Béthune a la ciudad.

## Parque y jardines
El parque, que actualmente continua acaparando una vasta superficie, está rodeada de canales que M. de Béthune realizó para mantener el sitio al margen de las inundaciones del Loira.

## Galería de imágenes

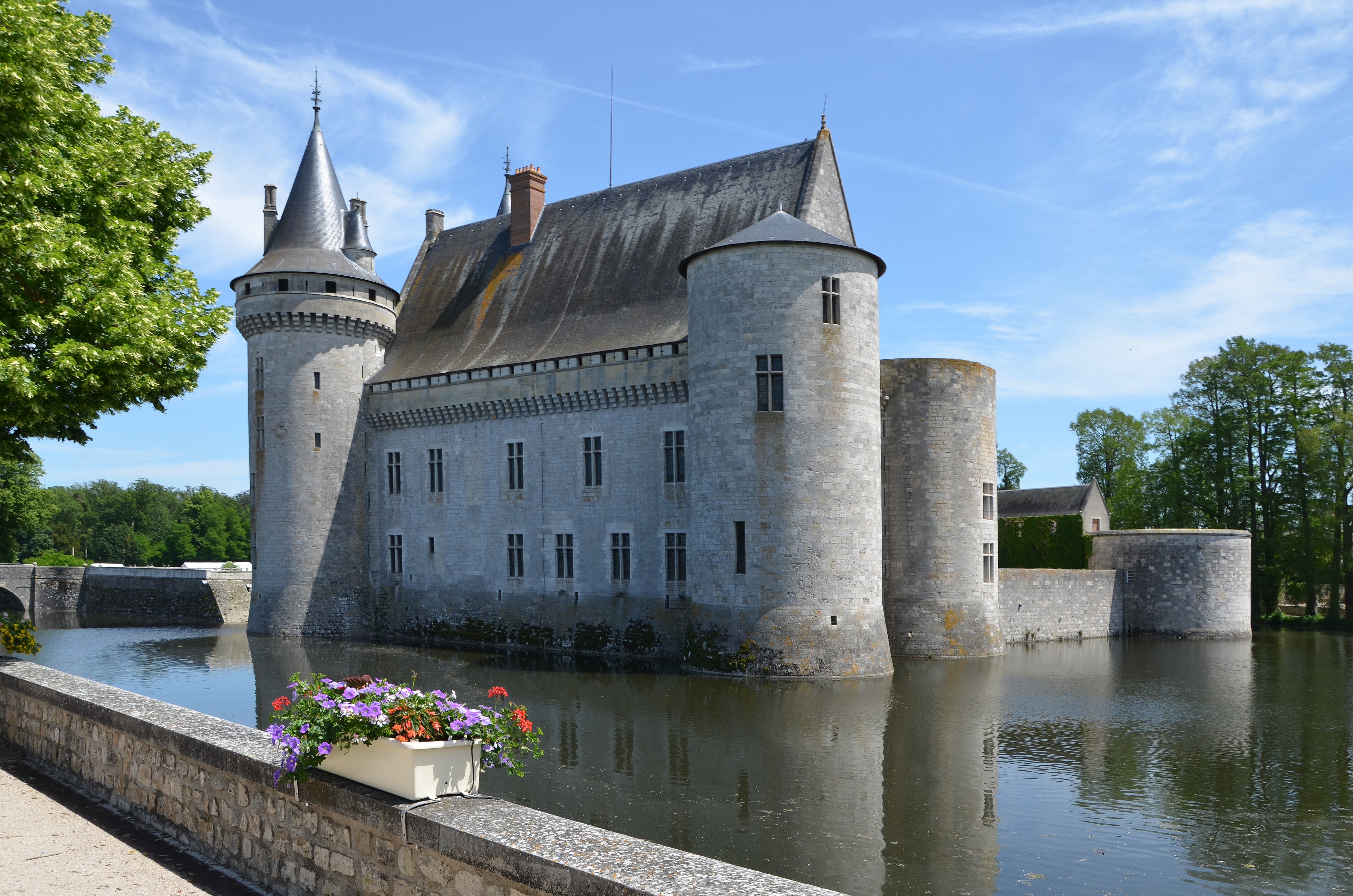
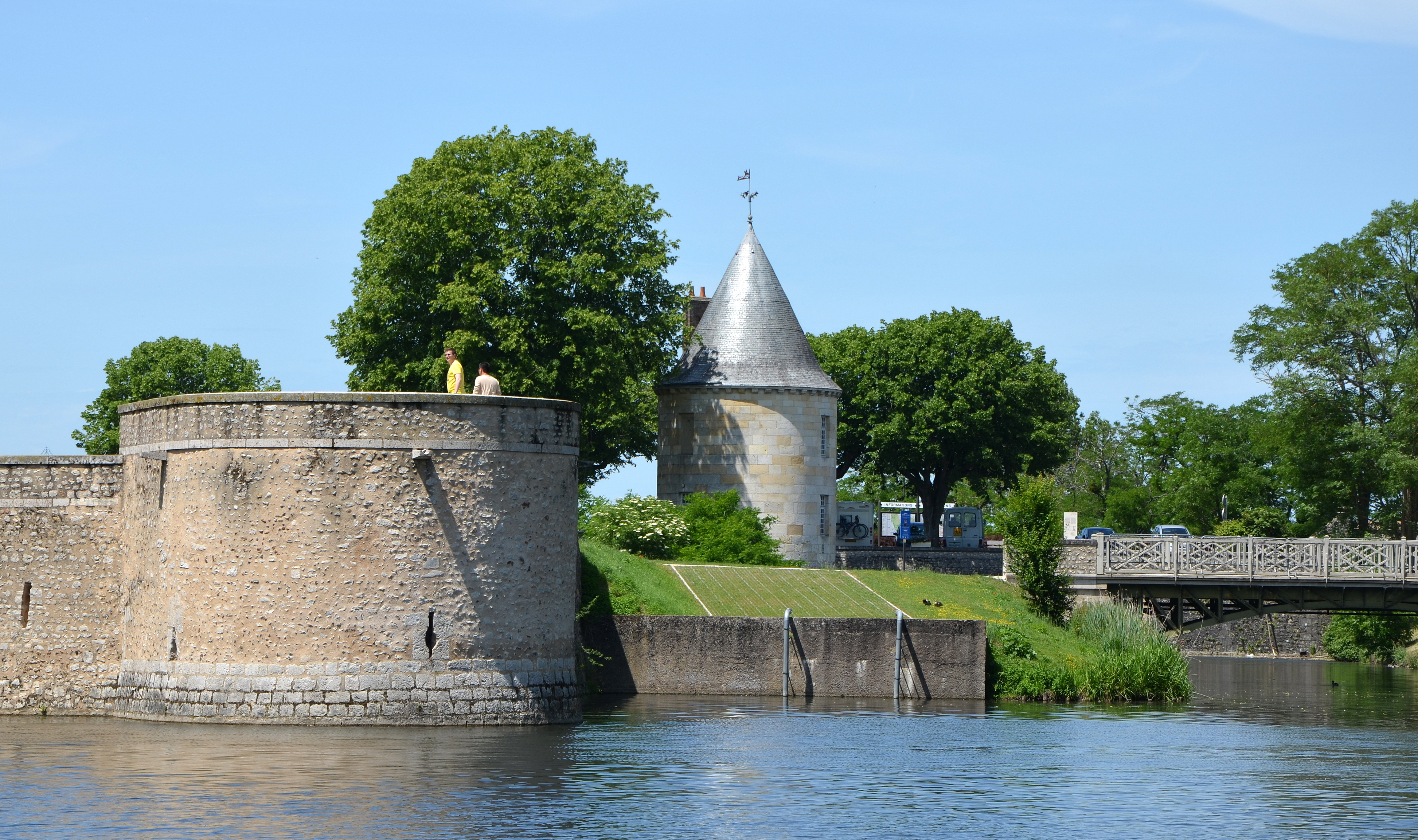
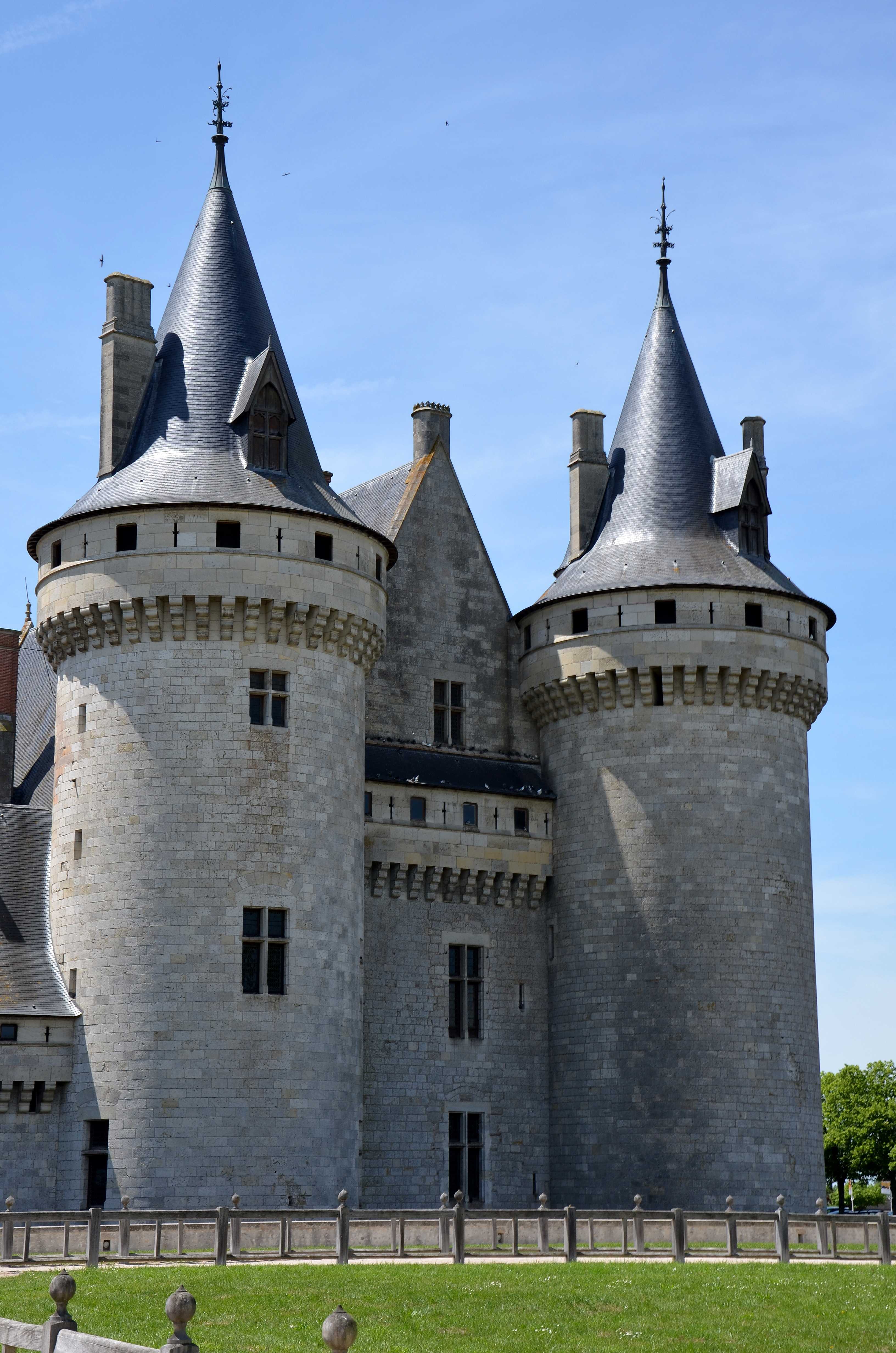
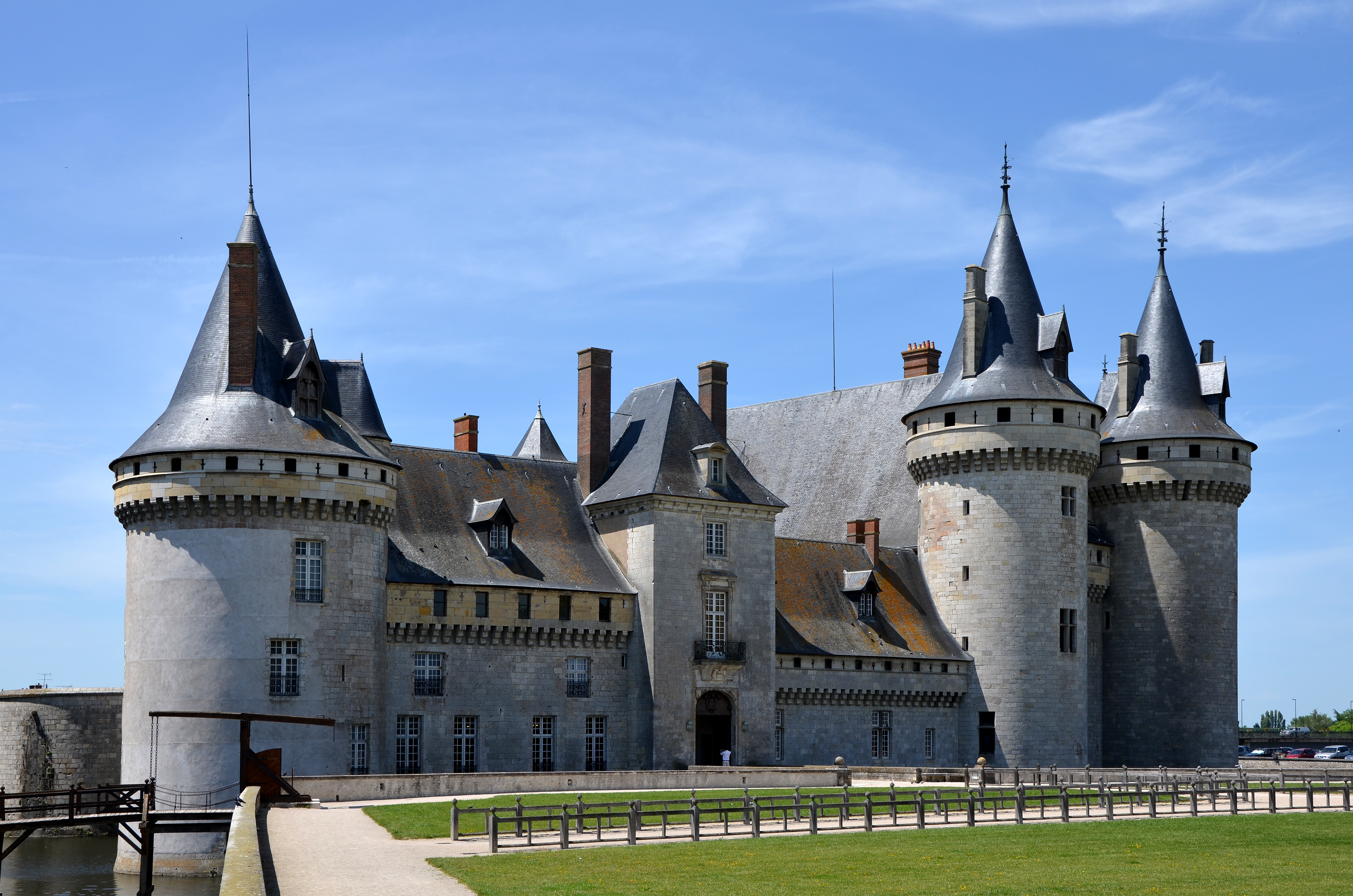
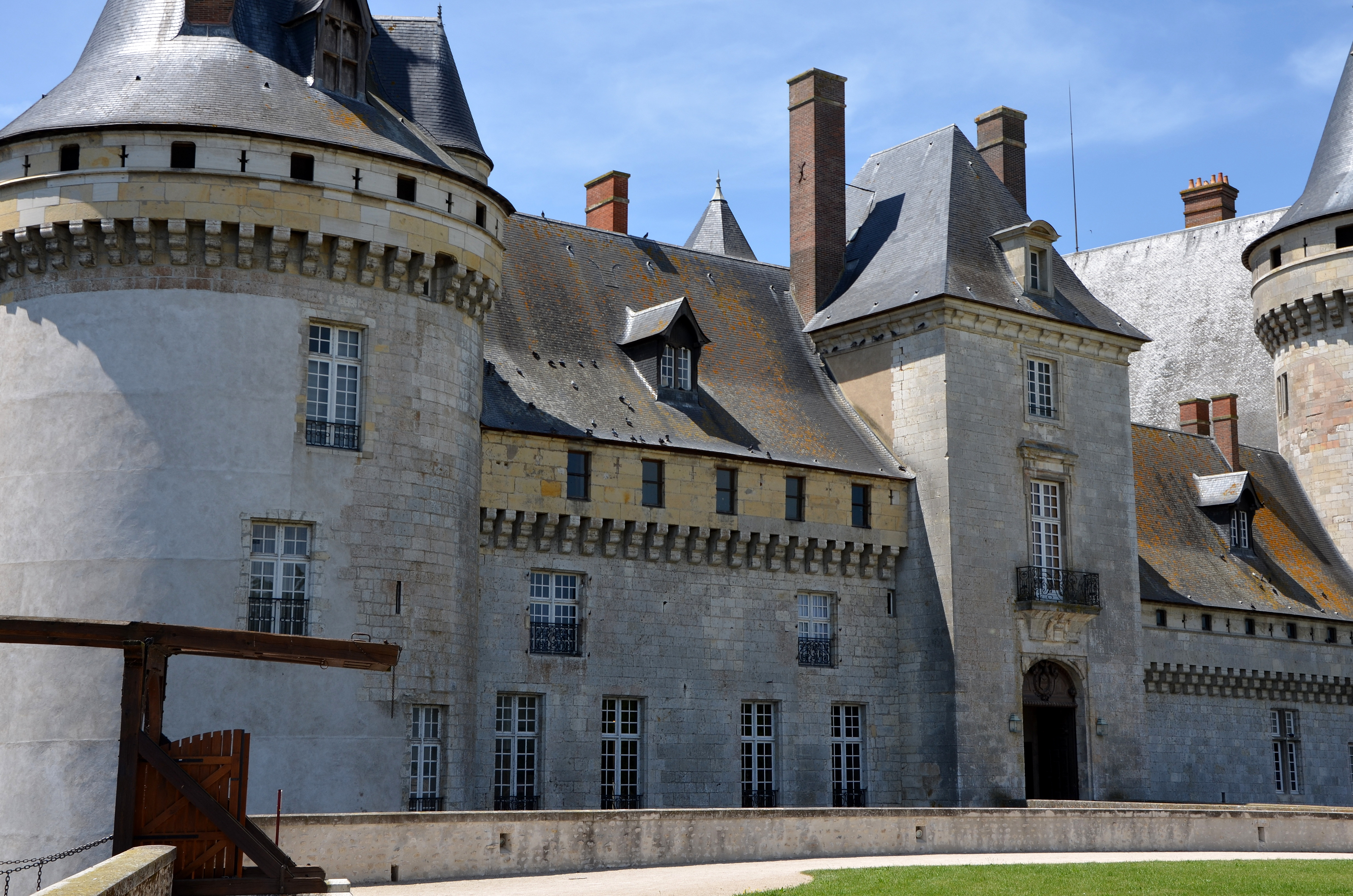
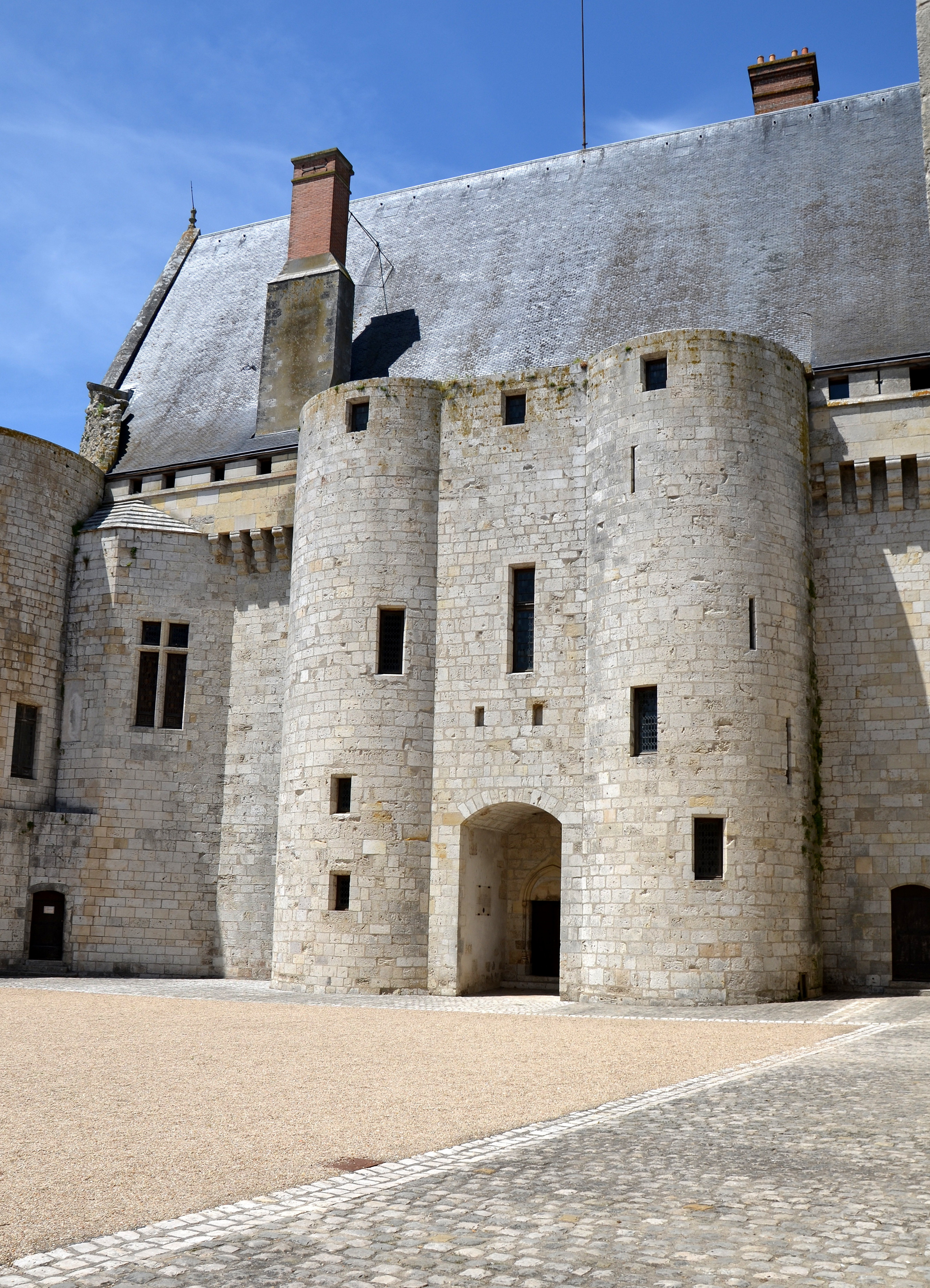
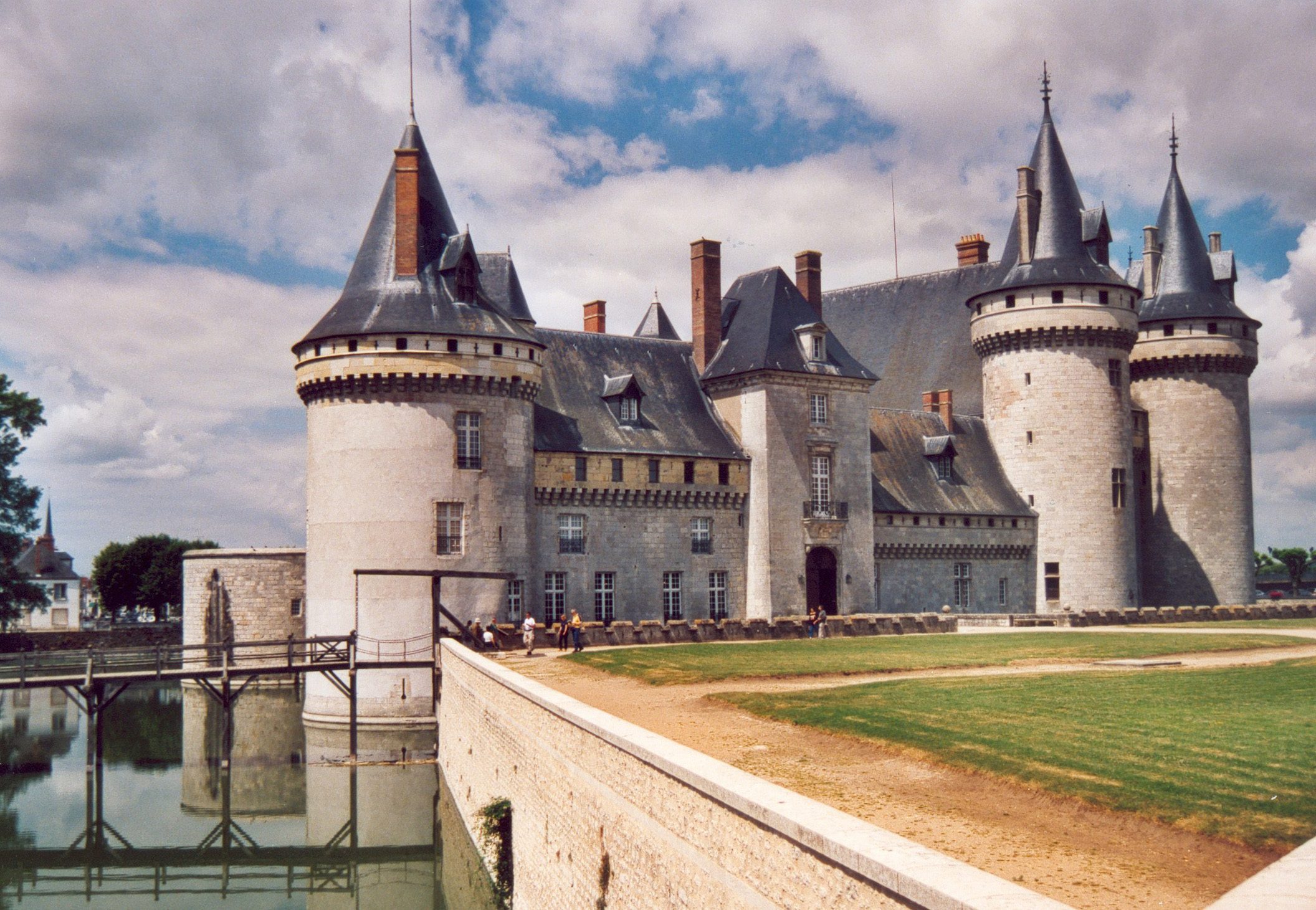
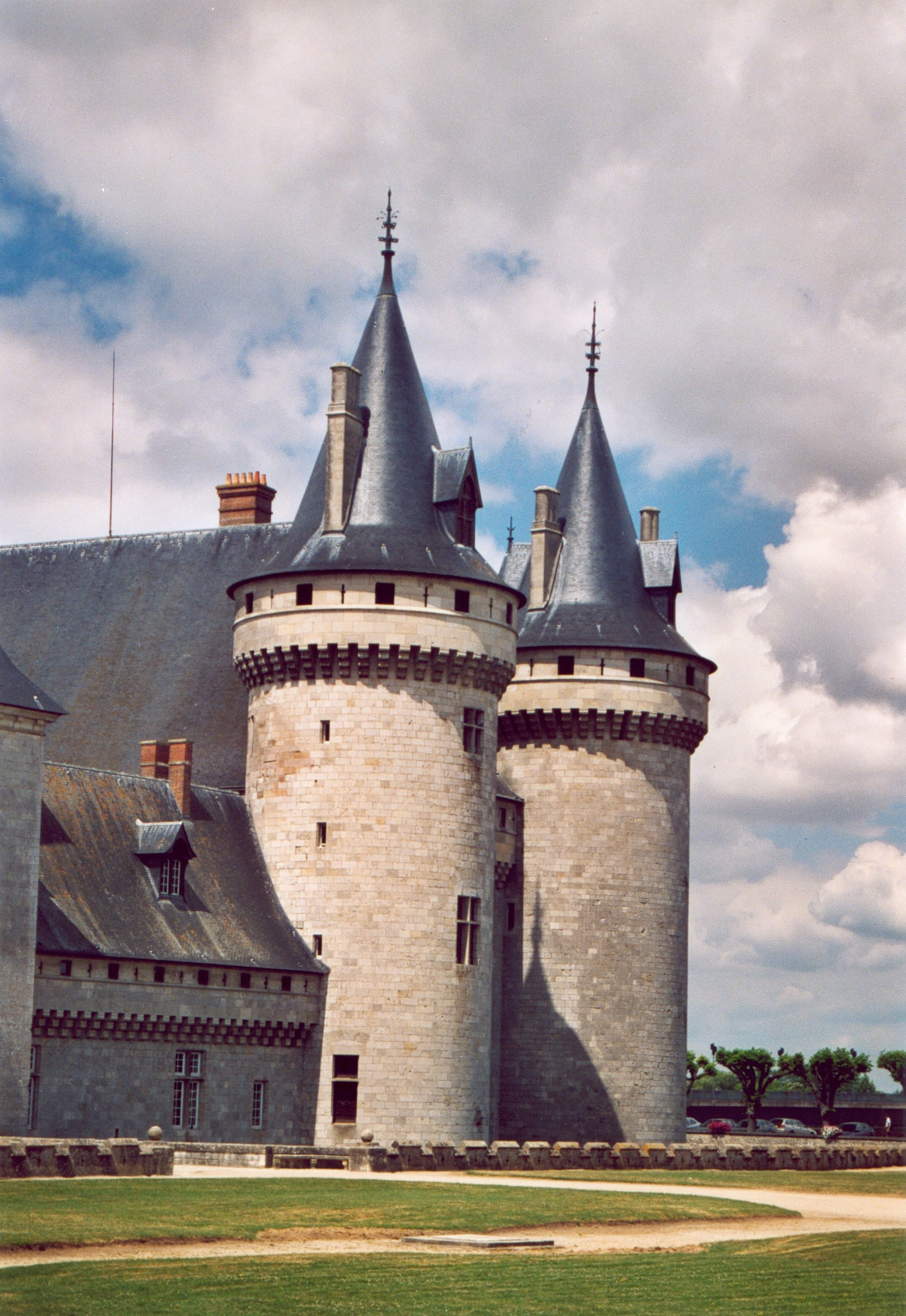
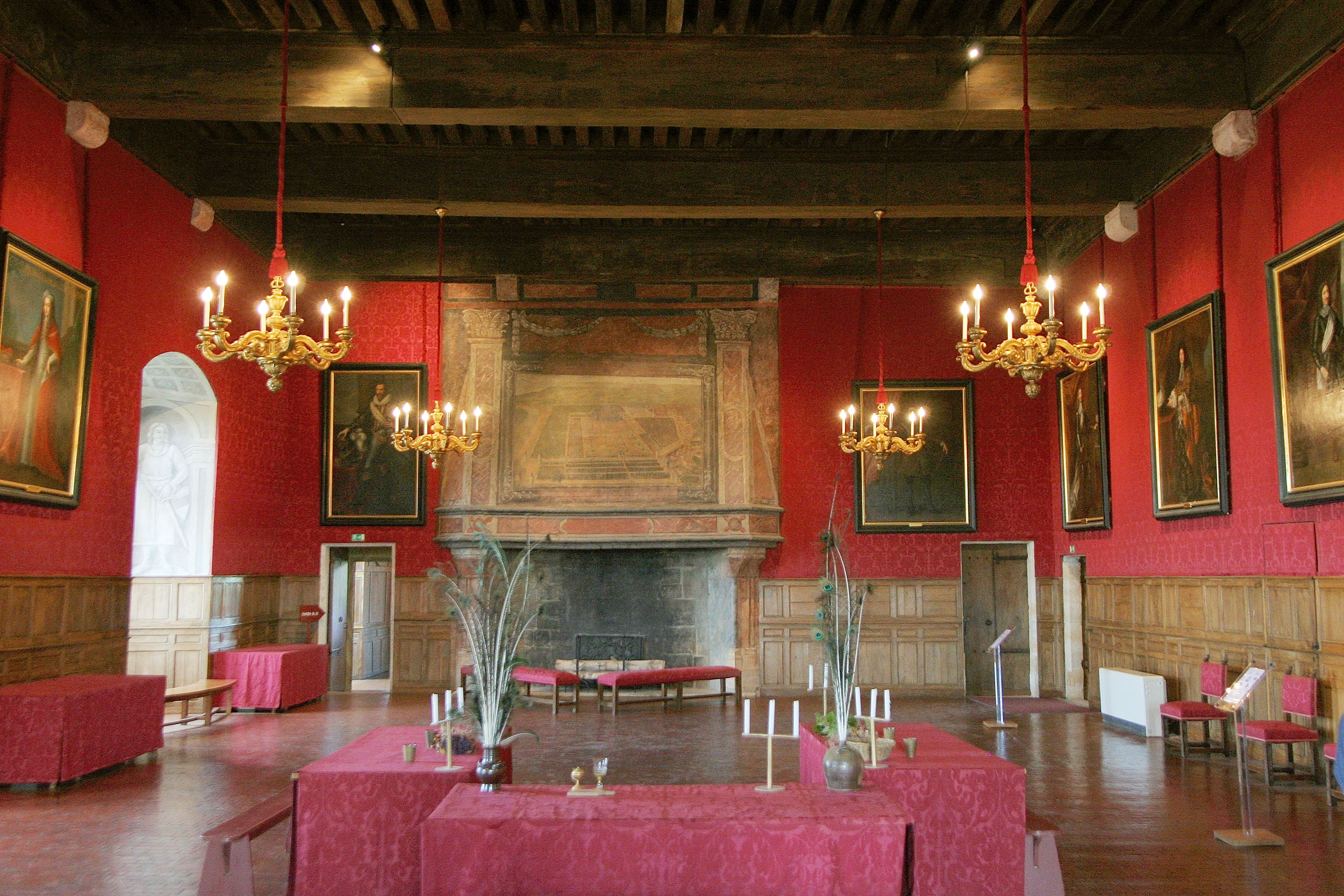
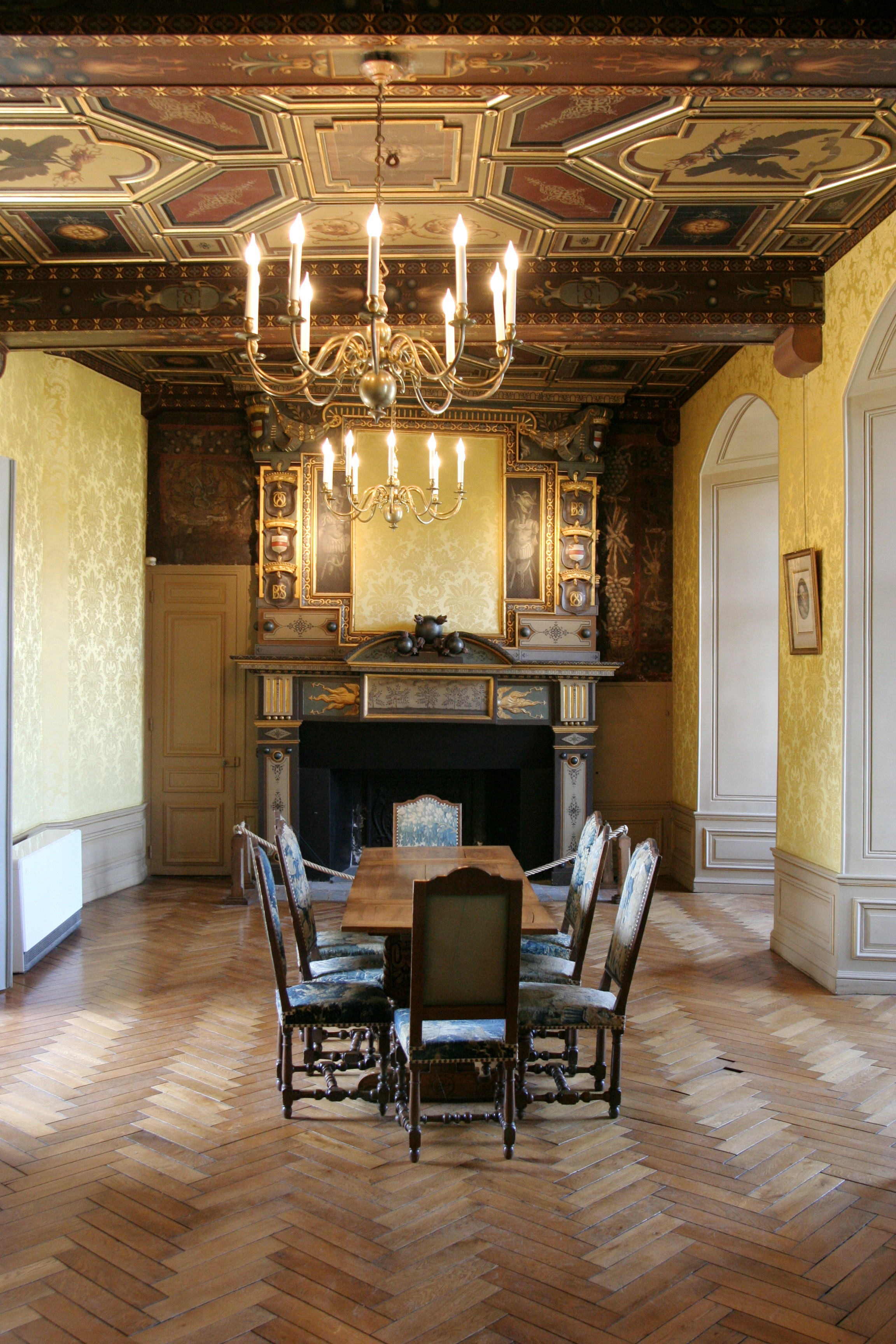
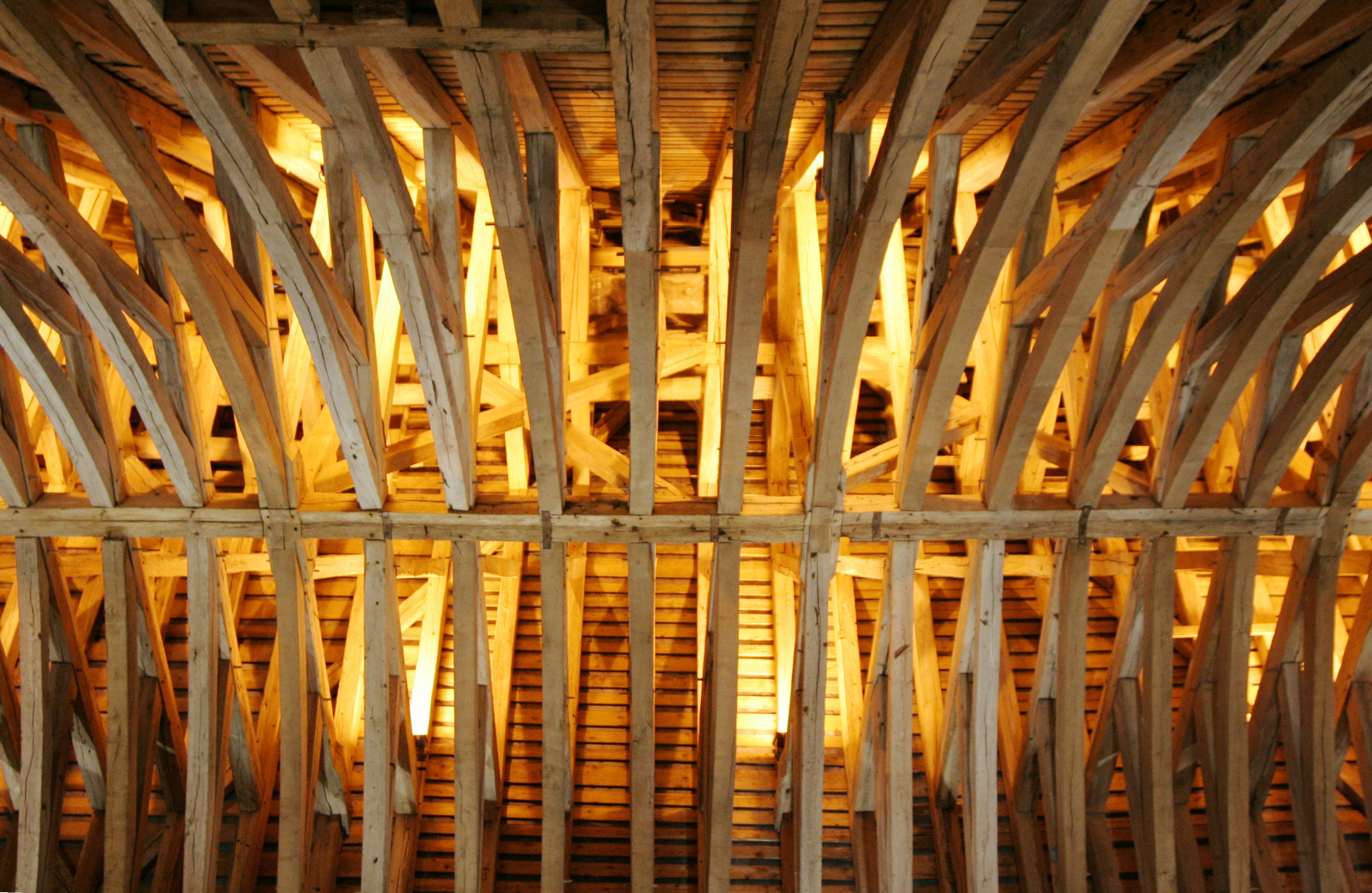
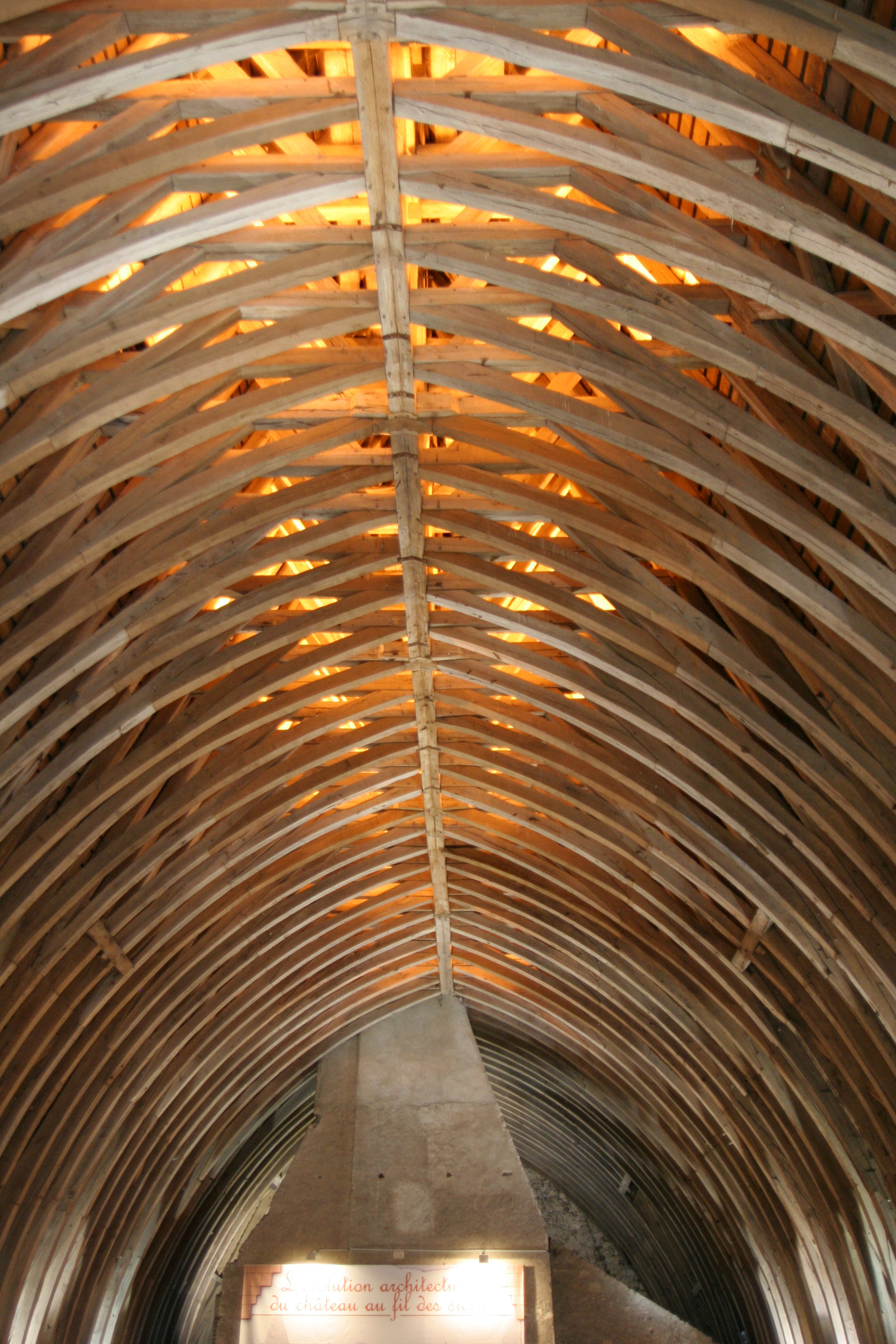
El bastidor.
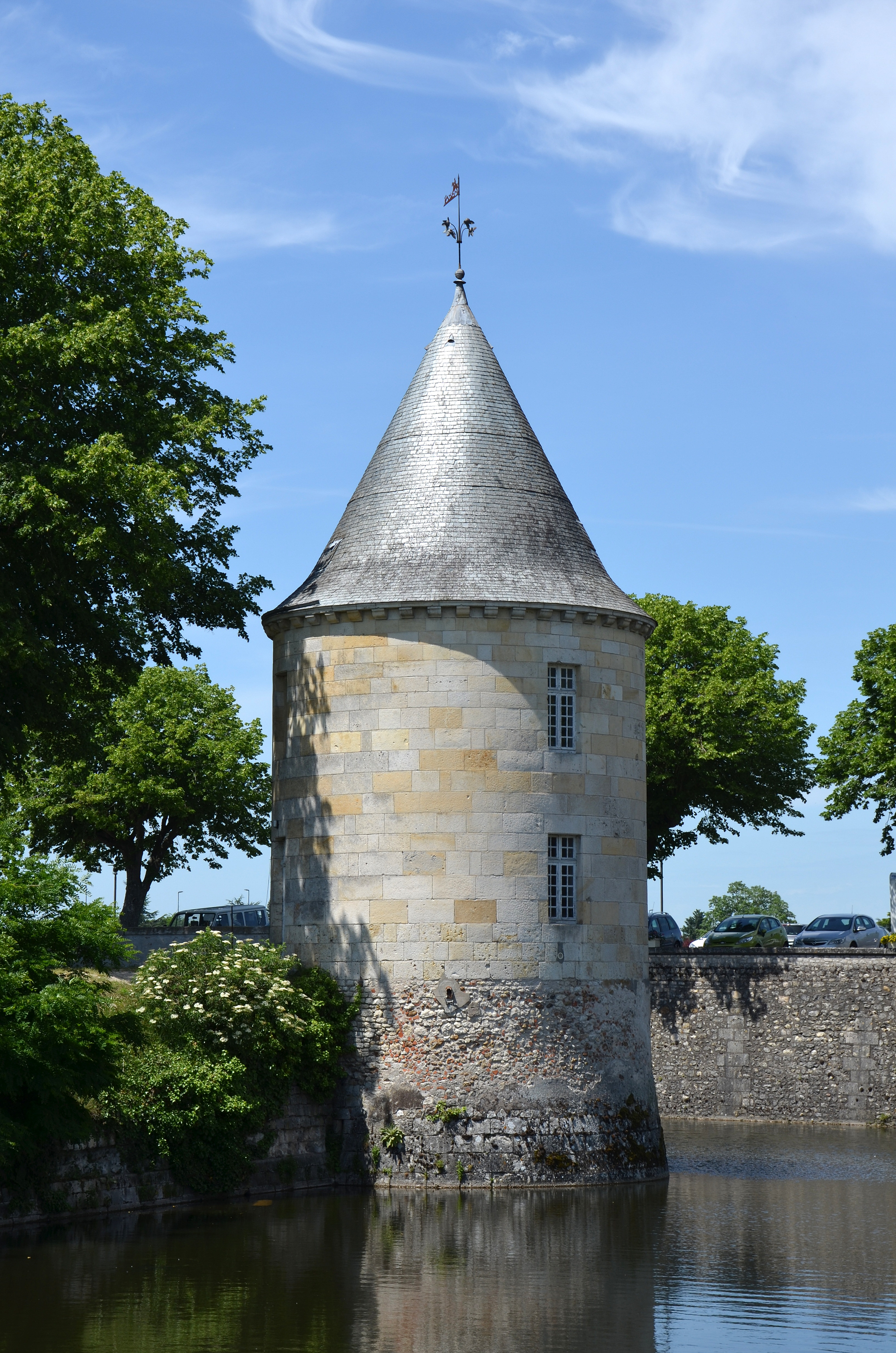
Torre en la parte delantera del parque con vista al foso.
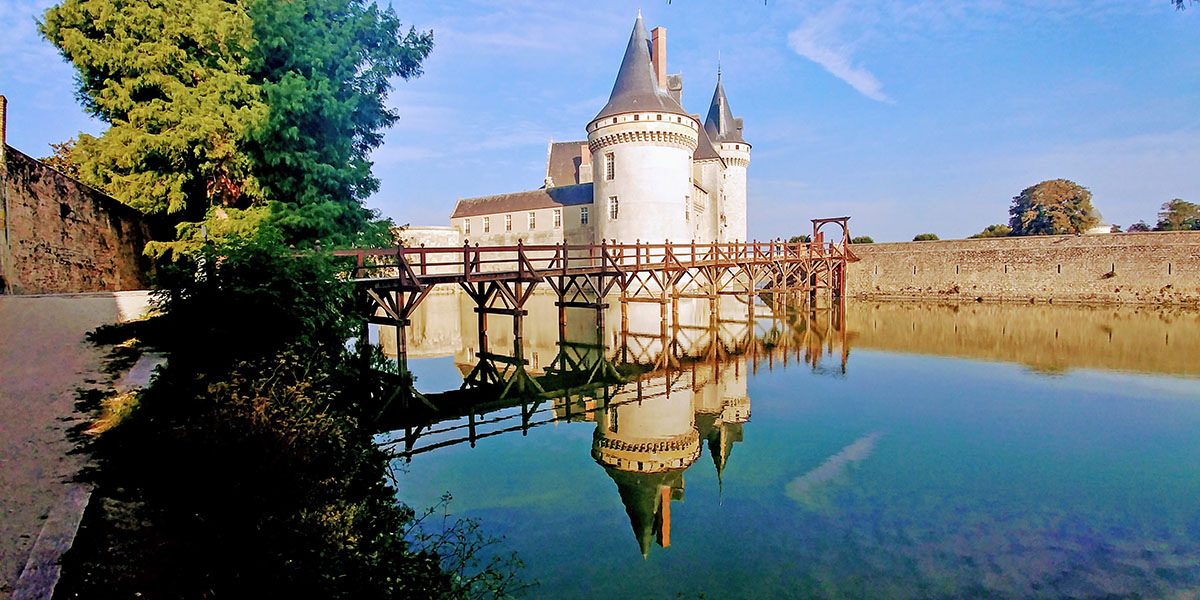
Vista suroriental del Castillo de Sully-sur-Loire